# Campeonato Roraimense 1995
In 1995 werd het 36ste Campeonato Roraimense gespeeld voor voetbalclubs uit Braziliaanse staat Roraima, het was het eerste profkampioenschap. De competitie werd georganiseerd door de FRF en werd gespeeld van 11 juni tot 30 juli. Atlético Roraima werd kampioen.

## Eerste toernooi
| Plaats | Club      | Wed. | W | G | V | Saldo | Ptn. |
| ------ | --------- | ---- | - | - | - | ----- | ---- |
| 1.     | Baré      | 2    | 1 | 1 | 0 | 5:1   | 3    |
| 2.     | Roraima   | 2    | 0 | 2 | 0 | 1:1   | 2    |
| 3.     | Progresso | 2    | 0 | 1 | 1 | 0:4   | 1    |

## Tweede toernooi
| Plaats | Club      | Wed. | W | G | V | Saldo | Ptn. |
| ------ | --------- | ---- | - | - | - | ----- | ---- |
| 1.     | Roraima   | 2    | 1 | 1 | 0 | 2:1   | 3    |
| 2.     | Baré      | 2    | 1 | 0 | 1 | 2:1   | 2    |
| 3.     | Progresso | 2    | 0 | 1 | 1 | 1:3   | 1    |

## Derde toernooi
| Plaats | Club      | Wed. | W | G | V | Saldo | Ptn. |
| ------ | --------- | ---- | - | - | - | ----- | ---- |
| 1.     | Roraima   | 2    | 2 | 0 | 0 | 5:3   | 4    |
| 2.     | Baré      | 2    | 1 | 0 | 1 | 6:4   | 2    |
| 3.     | Progresso | 2    | 0 | 0 | 2 | 2:6   | 0    |

## Finale
|                |      |       |         |  |
| 30 juli Finale | Baré | 0 – 2 | Roraima |  |
| 30 juli Finale |      |       |         |  |

### Kampioen
| Campeonato Roraimense de 1995         |
| Roraima                               |
| ------------------------------------- |
| ATLÉTICO RORAIMA Kampioen (13° titel) |